# Lochenice
Lochenice (německy Lochnitz) jsou obec v okrese Hradec Králové v Královéhradeckém kraji. Žije zde 587 obyvatel.
Lochenice se nacházejí při severním okraji Předměřic nad Labem. Prochází jimi železniční trať Pardubice–Liberec, na východní straně se nachází zastávka. Na východě podél vsi protéká řeka Labe.

## Historie

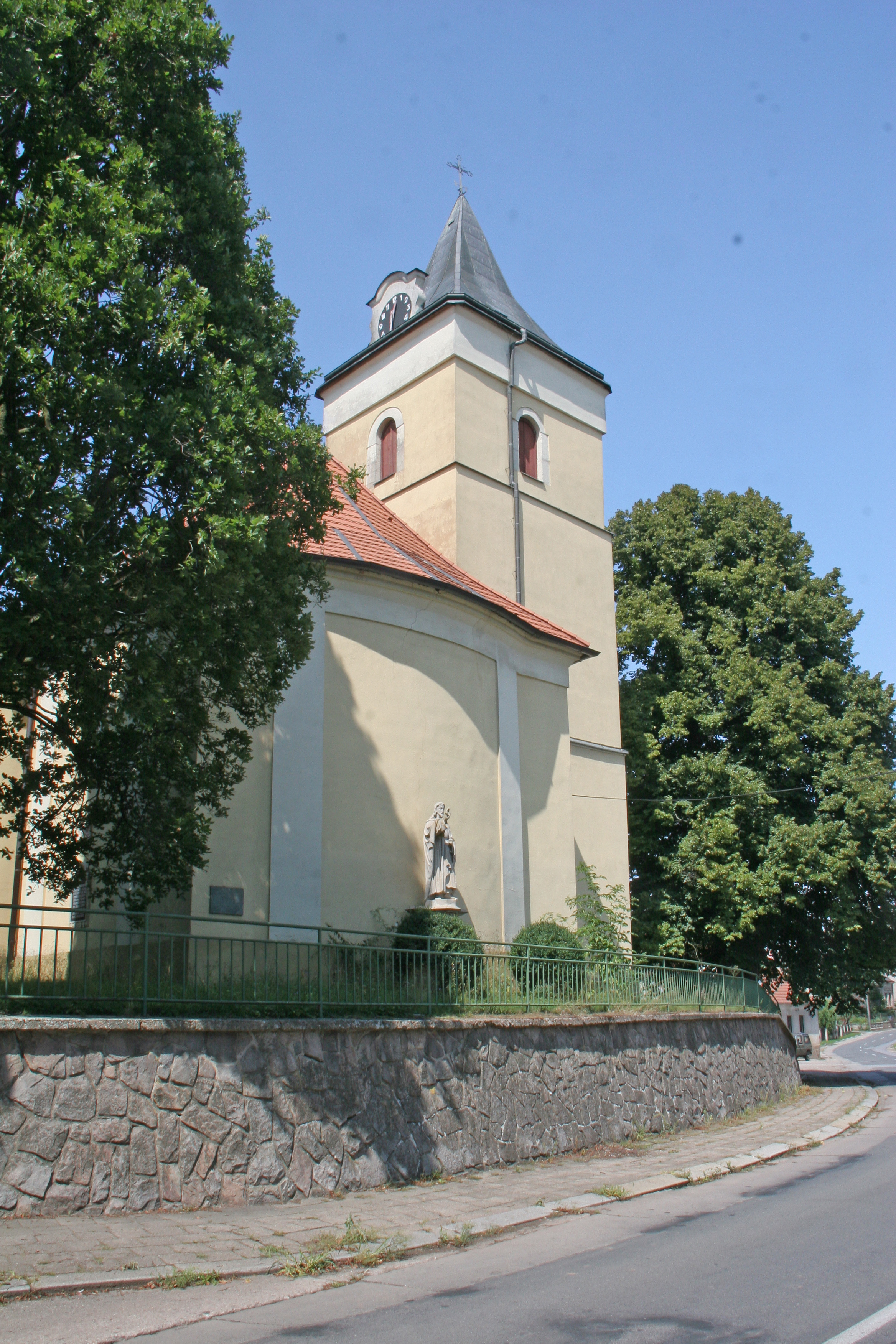
Kostel Narození Panny Marie

První písemná zmínka o vesnici pochází z roku 1143, a to v zakládací listině Strahovského kláštera. Patřila ke třinácti vesnicím bydžovského a královéhradeckého okresu, které klášteru přidělil pražský biskup Jan I. K roku 1350 je doložena existence farního kostela, který byl během husitských válek vyrabován a po nich obnoven. Tehdy ves patřila světským majitelům. Roku 1469 ji město Hradec Králové zakoupilo od Lva Tluksy z Čechtic. Roku 1586 postihla Lochenice morová epidemie. Za třicetileté války roku 1642 byly vypleněny. V berní rule z roku 1654 se zde popisuje 16 dvorů, z nichž 13 bylo vypáleno roku 1666. Další požár Lochenice postihl roku 1714, tehdy lehlo popelem 17 stavení. Stejně jako z mnoha jiných obcí (Jeníkovice aj.) uprchla před jezuitskými metodami rekatolizace značná část obyvatel Lochenic do exilu. Např. rodina Václava Jičínského emigrovala v roce 1736 – později žila v Choběbuzi a Berlíně), dále uprchl Martin Šádovský, Dorota Voříšková či Dorota Bukovská.  V sedmileté válce roku 1763 pruská vojska celou ves Lochenice vyplenila. Poslední morová epidemie vypukla roku 1772.
Roku 1850 Lochenice připadly k okresu Hradec Králové. Od roku 1851 se začala pěstovat řepa cukrovka a budovat cukrovar v Předměřicích nad Labem. Roku 1856 byla severně od vsi postavena první trať železnice a 3. října 1857 vyjel z Pardubic do Liberce první vlak. 3. července 1866 se několik kilometrů odtud ve Chlumu odehrála bitva u Hradce Králové. Roku 1911 tu žilo 746 obyvatel. Mezi léty 1915 a 1925 byla regulována řeka Labe. V letech 1949–1960 byly Lochenice připojeny k okresu Hradec Králové-okolí.

## Přírodní poměry
Vesnice stojí ve Východolabské tabuli. Mezi ní a korytem Labe se nachází přírodní památka Trotina.

## Obyvatelstvo
| Rok            | 1869 | 1880 | 1890 | 1900 | 1910 | 1921 | 1930 | 1950 | 1961 | 1970 | 1980 | 1991 | 2001 | 2011 | 2021 |
| -------------- | ---- | ---- | ---- | ---- | ---- | ---- | ---- | ---- | ---- | ---- | ---- | ---- | ---- | ---- | ---- |
| Počet obyvatel | 822  | 839  | 866  | 766  | 746  | 722  | 833  | 614  | 572  | 491  | 456  | 436  | 504  | 573  | 622  |
| Počet domů     | 127  | 128  | 129  | 118  | 121  | 125  | 158  | 169  | 155  | 148  | 141  | 168  | 181  | 196  | 215  |

## Obecní správa

### Obecní symboly
Znak a vlajka byly obci uděleny rozhodnutím předsedy Poslanecké sněmovny Parlamentu České republiky dne 29. května 2007.

## Pamětihodnosti
- Pozdně barokní kostel Narození Panny Marie z let 1784–1786 byl postaven na základech gotické stavby z poloviny 14. století, věž je v jádře gotická. Vnitřní zařízení je novorenesanční. Významné stříbrné gotické ciborium je vystaveno ve Východočeském muzeu v Hradci Králové.
- Přilehlý hřbitov se vyznačuje několika zajímavými náhrobky. Mimo jiné je zde hrob bratra K. H. Máchy, Michaela.[9] Ten působil v 60. letech jako přednosta stanice v přilehlých Předměřicích.[10]
- Barokní kamenná Boží muka se sochou Ukřižovaného Krista a reliéfem Bolestné Panny Marie na soklu
- Kamenná Boží muka se sochou Ukřižovaného Krista a pamětním nápisem z roku 1841
- Fara – postavena současně s kostelem v pozdně barokním slohu
- Ocelový most z roku 1917
- Hasičská zbrojnice